# Rouvray-Catillon
 Rouvray-Catillon  es una población y comuna francesa, en la región de Alta Normandía, departamento de Sena Marítimo, en el distrito de Dieppe y cantón de Forges-les-Eaux.

## Demografía
| 264 | 258 | 210 | 216 | 211 | 195 |
| Para los censos de 1962 a 1999 la población legal corresponde a la población sin duplicidades (Fuente: INSEE [Consultar]) |     |     |     |     |     |